# Cão da serra da estrela
För andra betydelser, se Serra da Estrela.
Cão da serra da estrela är en hundras från Serra da Estrela i norra Portugal. Den är en boskapsvaktare och bergshund av molossertyp med den traditionella uppgiften att skydda får och getter mot rovdjur. Den har de tuffa egenskaper som krävs i denna region och den är intelligent, trogen och modig. Cão da serra da estrela deltog på hundutställning i Lissabon första gången 1908. 1933 skrevs en rasstandard. I hemlandet är den en stabilt populär hundras.